# Ropeerdstraat
De Ropeerdstraat is een straat in Brugge.

## Beschrijving
De twee straatgedeelten, die aan twee zijden van de Carmersstraat liggen, heetten oorspronkelijk Raamstraat, na enkele tijd werd het Lange Raamstraat en Korte Raamstraat. Met de concurrentie van een Lange Raamstraat op de Sint-Gilliswijk en een Raamstraat op de Sint-Jakobswijk, moest vroeg of laat een van de namen verdwijnen, vanwege de mogelijkheid tot verwarring.
Op het einde van de 17de eeuw deemsterde de naam op de Sint-Annawijk weg. Men had het toen meer en meer over de Ropeerdstraat en de Korte Ropeerdstraat.
Karel Verschelde meende dat ropeerd een volksnaam was voor wagens die in het rood geschilderd waren. Maar hij gaf hierover geen verdere uitleg. Jos De Smet was van mening dat een ropeerd een onderstel van een kanon of affuit was. Hij gaf evenmin uitleg. In de Franse tijd had men dit kanononderstel ook als oorsprong aanvaard en er de Rue de l'affût van gemaakt. Albert Schouteet kon alleen maar vaststellen dat niemand het wist. Hijzelf waagde de hypothese dat in de straat een huis stond met de naam Het Rode Peerd en dat hiervan de straatnaam kwam.

## Korte Ropeerdstraat
Zoals destijds voor de Raamstraat, werd voor de Ropeerdstraat ook een onderscheid gemaakt tussen twee onderdelen en werd één deel de Korte Ropeerdstraat genoemd.
De Ropeerdstraat loopt van de Carmersstraat naar de Snaggaardstraat. De Korte Ropeerdstraat loopt van de Carmersstraat naar de Rolweg.